# Тяжёлая атлетика на летних Олимпийских играх 1964
Соревнования по тяжёлой атлетике на летних Олимпийских играх 1964 года в Токио проводились только среди мужчин. Они также считались чемпионатом мира по тяжёлой атлетике.

## Общий медальный зачёт
| Место | Страна         | Золото | Серебро | Бронза | Всего |
| ----- | -------------- | ------ | ------- | ------ | ----- |
| 1     | СССР           | 4      | 3       | 0      | 7     |
| 2     | Польша         | 1      | 0       | 3      | 4     |
| 3     | Япония         | 1      | 0       | 2      | 3     |
| 4     | Чехословакия   | 1      | 0       | 0      | 1     |
| 5     | Венгрия        | 0      | 2       | 1      | 3     |
| 6     | США            | 0      | 1       | 1      | 2     |
| 7     | Великобритания | 0      | 1       | 0      | 1     |
| Итого | Итого          | 7      | 7       | 7      | 21    |

## Медалисты
| Категория   | Золото                       | Серебро                    | Бронза                    |
| ----------- | ---------------------------- | -------------------------- | ------------------------- |
| 56 кг       | Алексей Вахонин СССР         | Имре Фёльди Венгрия        | Сиро Итиносэки Япония     |
| 60 кг       | Ёсинобу Миякэ Япония         | Айзек Бергер США           | Мечислав Новак Польша     |
| 67,5 кг     | Вальдемар Башановский Польша | Владимир Каплунов СССР     | Мариан Зелиньский Польша  |
| 75 кг       | Ганс Здражила Чехословакия   | Виктор Куренцов СССР       | Масуси Оути Япония        |
| 82,5 кг     | Рудольф Плюкфельдер СССР     | Геза Тот Венгрия           | Дёзё Вереш Венгрия        |
| 90 кг       | Владимир Голованов СССР      | Луис Мартин Великобритания | Иренеуш Палиньский Польша |
| свыше 90 кг | Леонид Жаботинский СССР      | Юрий Власов СССР           | Норберт Шемански США      |